# Dinamarca en los Juegos Olímpicos de Barcelona 1992
Dinamarca estuvo representada en los Juegos Olímpicos de Barcelona 1992 por un total de 110 deportistas que compitieron en 14 deportes.  
El portador de la bandera en la ceremonia de apertura fue el regatista Jørgen Bojsen-Møller.

## Medallistas
El equipo olímpico danés obtuvo las siguientes medallas:
| Nombre                                                     | Deporte           | Competición            |
| ---------------------------------------------------------- | ----------------- | ---------------------- |
| Oro                                                        |                   |                        |
| Jesper Bank Steen Secher Jesper Seier                      | Vela              | Soling M               |
| Plata                                                      |                   |                        |
| Arne Nielsson Christian Frederiksen                        | Piragüismo        | C2 1000 m M            |
| Bronce                                                     |                   |                        |
| Thomas Stuer-Lauridsen                                     | Bádminton         | Individual M           |
| Brian Nielsen                                              | Boxeo             | Superpesado (+91 kg) M |
| Ken Frost Jimmi Madsen Jan Bo Petersen Klaus Kynde Nielsen | Ciclismo en pista | Persecución por eqs. M |
| Jørgen Bojsen-Møller Jens Bojsen-Møller                    | Vela              | Flying Dutchman M      |